# Band Aid 20
Band Aid 20 è un gruppo musicale formato nel 2004 da vari musicisti, uniti insieme per scopi benefici. La stessa iniziativa era stata presa nel 1984, con il gruppo Band Aid.
Il gruppo ha eseguito una sola canzone: Do They Know It's Christmas?, rifacimento della stessa del 1984. La canzone è stata incisa il 14 novembre 2004 negli studi discografici Air Studios di George Martin, situati nell'Hampstead, quartiere a Nord di Londra. Il progetto è stato curato da Midge Ure, già autore con Bob Geldof della canzone originale del 1984.
Il 13 novembre, il giorno prima, viene incisa la base musicale da Thom Yorke al pianoforte, i fratelli Justin e Dan Hawkins alle chitarre e Paul McCartney al basso. Lo stesso giorno sono state inserite le parti cantate, preregistrate, di Bono, Robbie Williams e Dido.
La parte di Bono, però, presenta dei problemi tecnici e non può essere inserita. Vengono registrate varie versioni eseguite dagli altri cantanti (fra cui Justin Hawkins che sin dall'inizio aveva espresso il desiderio di eseguire quella parte), finché alla fine non si è riusciti a convincere il cantante irlandese a tornare per rieseguire dal vivo la sua parte.
La canzone viene distribuita il 3 dicembre 2004, e l'intero ricavato delle vendite viene donato alla fondazione Band Aid, con l'obiettivo di devolverle a favore delle vittime del conflitto del Darfur, in Sudan. L'allora cancelliere dello Scacchiere britannico Gordon Brown decide inoltre che sul singolo non verrà applicata l'I.V.A.

## Formazione
- Andy Dunlop (Travis)
- Ben Carrigan (The Thrills)
- Beverley Knight
- Bob Geldof
- Bono (U2)
- Charlie Simpson (Busted)
- Chris Martin (Coldplay)
- Connor Deasy (The Thrills)
- Damon Albarn (Blur)
- Dan Hawkins (The Darkness)
- Daniel Bedingfield
- Daniel Ryan (The Thrills)
- Danny Goffey (Supergrass)
- Dido
- Dizzee Rascal
- Dougie Payne (Travis)
- Ed Graham (The Darkness)
- Francis Healy (Travis)

- Frankie Poullain (The Darkness)
- Gary Lightbody (Snow Patrol)
- Grant Nicholas (Feeder)
- Heidi Range (The Sugababes)
- Jamelia
- James Bourne (Busted)
- John Quinn (Snow Patrol)
- Jonny Greenwood (Radiohead)
- Joss Stone
- Justin Hawkins (The Darkness)
- Katie Melua
- Keisha Buchanan (The Sugababes)
- Kevin Horan (The Thrills)
- Lemar
- Mark McClell (Snow Patrol)
- Mattie Jay (Busted)
- Midge Ure
- Ms. Dynamite

- Mutya Buena (The Sugababes)
- Natasha Bedingfield
- Neil Hannon
- Neil Primrose (Travis)
- Padraic MacMahon (The Thrills)
- Paul McCartney
- Rachel Stevens
- Richard Colburn (Snow Patrol)
- Richard Hughes (Keane)
- Robbie Williams
- Róisín Murphy (Moloko)
- Shaznay Lewis
- Skye (Morcheeba)
- Thom Yorke (Radiohead)
- Tim Rice-Oxley (Keane)
- Tim Wheeler (Ash)
- Tom Chaplin (Keane)
- Will Young